# スラヤ・パクザッド

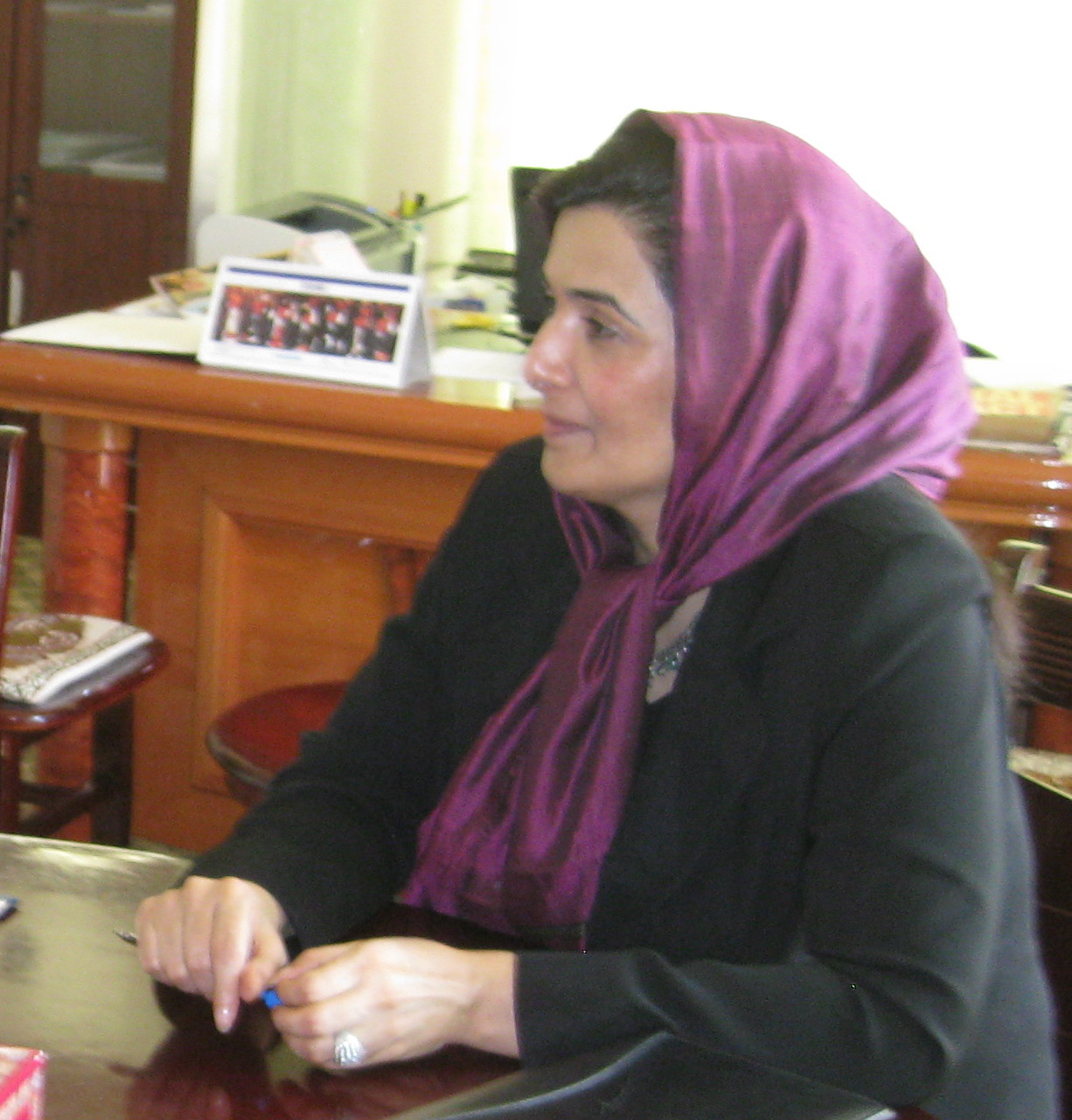
Suraya Pakzad

スラヤ・パクザッド（Suraya Pakzad）はアフガニスタンの女性の権利活動家である。1998年に彼女はVoice of Womenを設立した。これは女の子に読書を教えることから始まり、現在は女性にシェルター、カウンセリング、職業訓練を提供している。この組織は、タリバンのために2001年まで秘密裏に働いていた。実際、読むことを教えられている二人の少女たちは、捕まるのを恐れて本を燃やさなければならなかった。Voice of Womenは2001年に公式NGOに指名され、2002年にアフガニスタン政府に正式に登録された。また、アフガニスタン憲法の発展にも役立った。
パクザッドは、2008年に米国国務長官から国際勇気賞を受賞し、アフガニスタン大統領から「Malali Medal」を受賞した。彼女は2009年にTime 100に選ばれた。
2010年には、ペンシルベニア大学から名誉博士号、バーリントンカントリーカレッジから名誉芸術学士号、クリントングローバル市民賞を受賞した。2011年、ニューズウィークは彼女を世界を揺さぶる150人の女性の一人に指名した。2012年、彼女はドイツのAstraia Female Leadership Foundationから女性リーダーオブザイヤー賞を受賞した。